# Henri-Georges Clouzot
Henri-Georges Clouzot (Niort, 18 augustus 1907 - Parijs, 12 januari 1977) was een Franse filmregisseur, scenarioschrijver, en filmproducent. Hij verwierf vooral bekendheid door zijn thrillerfilms. Tot zijn bekendste werken behoren Le salaire de la peur en Les Diaboliques, die beide gezien worden als enkele van de beste films van de jaren 50 van de 20e eeuw.

## Biografie

### Jonge jaren
Henri-Georges Clouzot was de zoon van Suzanne Clouzot en Georges Clouzout. Hij was de oudste van de drie kinderen van dit koppel. Zijn vader was eigenaar van een boekhandel. Al in zijn jeugd had Clouzot interesse in cinema en bleek hij aanleg te hebben voor het schrijven van toneelstukken.
 In 1922 ging de boekwinkel van Clouzots vader failliet en verhuisde het gezin naar Brest, waar zijn vader veilingmeester werd. Hier ging Clouzot naar de marineschool, maar door zijn myopie werd hij niet toegelaten tot de marine.
Op 18-jarige leeftijd ging Clouzot naar Parijs om politieke wetenschappen te studeren. Hier werd hij goede vrienden met enkele uitgevers van tijdschriften, die zijn schrijverstalent opmerkten. Al snel kreeg Clouzot werk aangeboden als scenarioschrijver voor theater en cinema.

### Carrière
Clouzots carrière kwam definitief van de grond toen producent Adolphe Osso hem inhuurde om naar Studio Babelsberg in Duitsland te gaan en de scenario's van de Duitstalige films die daar werden opgenomen te vertalen naar het Frans. Tijdens de jaren 30 was dit Clouzots voornaamste bezigheid. Hij vertaalde de scenario's en dialogen van meer dan 20 films. In Duitsland zag Clouzot de films van F.W. Murnau en Fritz Lang, en liet zich later in zijn carrière vaak inspireren door hun expressionistische stijl.
In Duitsland was Clouzot getuige van de opkomst van Adolf Hitler en de nazi’s. In 1934 werd hij ontslagen als scenarioschrijver vanwege zijn vriendschap met Joodse filmproducenten als Adolphe Osso en Pierre Lazareffe. In 1939 leerde Clouzot acteur Pierre Fresnay kennen. Clouzot schreef voor hem het scenario van de film Le Duel. Na het succes van de misdaadfilm Le Dernier des six werd Clouzot ingehuurd als hoofd van het schrijversteam van Continental Films.
Door gezondheidsproblemen, mede als gevolg van een tuberculose-infectie in 1935, werd Clouzot niet opgeroepen voor dienstplicht in de Tweede Wereldoorlog. Hij bleef daarom in de filmindustrie werken, ook toen Frankrijk werd bezet. Reeds in de jaren 30 had Clouzot wat ervaring opgedaan als regisseur, maar zijn eerste grote film als regisseur was L'assassin habite au 21. De film was een groot succes. Zijn volgende film was Le Corbeau, gebaseerd op een waargebeurd verhaal. Na de bevrijding van Frankrijk werd Clouzot verdacht van samenwerking met de Duitsers. Hij werd schuldig bevonden. Als straf werd het hem verboden ooit nog een film te maken, maar na steunbetuigingen van onder anderen Jean Cocteau, René Clair, Marcel Carné en Jean-Paul Sartre werd deze straf na 2 jaar opgeheven.
Nadat zijn straf erop zat, herwon Clouzot populariteit als regisseur met films als Quai des Orfèvres en Manon. Die tweede leverde Clouzot een Gouden Leeuw op tijdens het filmfestival van Venetië. Als volgende project wilde Clouzot een documentaire filmen in Brazilië, maar hij kwam in de problemen met de overheid toen bleek dat hij in zijn film de armoede die in het land heerste wilde tonen. De film werd nooit voltooid wegens te hoog oplopende kosten. Clouzot schreef wel een boek over zijn ervaringen in Brazilië getiteld Le cheval des dieux.
Terug in Frankrijk begon Clouzot zijn eigen productiemaatschappij genaamd Véra Films, vernoemd naar zijn vrouw. Met deze maatschappij produceerde hij Le salaire de la peur en Les Diaboliques. Le salaire de la peur was de op een na succesvolste film in Frankrijk in 1953 en won de prijs voor beste film op het Filmfestival van Cannes. Voor Les Diaboliques kocht Clouzot een filmscenario waar ook Alfred Hitchcock interesse in had. Deze film won de Louis Delluc Prize en de New York Film Critics Circle Award voor beste buitenlandse film. Beide films maakten Clouzot internationaal bekend.
Hoewel Clouzot eind jaren 50 internationaal bekendheid verwierf, begon zijn populariteit in Frankrijk te dalen door opkomst van de nieuwe filmstijl Nouvelle vague. Regisseurs en producenten die deze nieuwe stijl aanhingen weigerden Clouzots thrillers nog langer serieus te nemen. In de jaren 60 begon Clouzots gezondheid achteruit te gaan. Hij werd ziek tijdens de productie van L'Enfer, een film die mede daardoor nooit voltooid werd. Tussen 1965 en 1967 filmde Clouzot vijf documentaires van Herbert von Karajan voor de Franse televisie.
In september 1967 begon Clouzot aan zijn laatste film, La Prisonnière. De productie liep vertraging op toen Clouzot in het ziekenhuis opgenomen moest worden tot april 1968.
In de jaren 70 schreef Clouzot nog enkele filmscenario's maar deze werden nooit verfilmd.

### Persoonlijk leven
In de jaren 30 ontmoette Clouzot tijdens een cabaretvoorstelling Mistinguett en Suzy Delair. Clouzot en Delair hadden gedurende 12 jaar een relatie. Clouzot liet Delair in twee van zijn films meespelen;
L'assassin habite au 21 en Quai des Orfèvres.
Via acteur Léo Lapara leerde Clouzot zijn eerste vrouw kennen; Véra Gibson-Amado. De twee trouwden op 15 januari 1950. Clouzot vernoemde zijn productiemaatschappij naar haar en liet haar meespelen in de drie films die hij met zijn eigen maatschappij produceerde. Véra Clouzot stierf na de opnames van La Vérité aan de gevolgen van een hartaanval. Haar dood deed Clouzot in een depressie belanden.
Clouzots tweede vrouw was Inès de Gonzalez, met wie hij in december 1963 trouwde.

### Dood
Clouzots gezondheid ging snel achteruit in de laatste jaren van zijn leven. In november 1976 moest hij een openhartoperatie ondergaan.
Clouzot stierf op 12 januari 1977 in zijn appartement in Parijs. Hij ligt begraven naast Véra op het Cimetière de Montmartre.

## Stijl
Clouzot was gespecialiseerd in thrillers. Al zijn films bevatten elementen van verraad, misleiding en een gewelddadige dood. De enige uitzondering was de komische film Miquette et sa mère. Clouzot baseerde veel van zijn films op bestaande werken, maar stond erom bekend geregeld drastische wijzigingen aan te brengen ten opzichte van het originele verhaal. In de scenario's die hij zelf schreef verwerkte Clouzot geregeld personages met een corrupte of laffe persoonlijkheid, die in staat waren tot zowel goede als slechte daden.
Clouzot was erg veeleisend tegenover zijn acteurs, en had geregeld woordenwisselingen met hen om ze in de juiste stemming te krijgen voor de rol. Actrice Suzy Delair gaf toe dat Clouzot haar soms zelfs sloeg, maar maakte hier geen groot punt van omdat hij dit ook bij andere acteurs deed.

## Filmografie
Clouzot was zowel als schrijver, regisseur en producent betrokken bij de productie van films. Ook na zijn dood werden er nog films gemaakt gebaseerd op zijn scenario's.
| Jaar | Film                                      | Film      | Vermeld als | Vermeld als | Vermeld als |
| Jaar | Originele titel                           | Regisseur | Schrijver   | Producent   |             |
| ---- | ----------------------------------------- | --------- | ----------- | ----------- | ----------- |
| 1931 | Je serai seule après minuit               |           | Ja          |             |             |
| 1931 | La terreur des batignolles                | Ja        |             |             |             |
| 1931 | Le chanteur inconnu                       |           | Ja          |             |             |
| 1931 | Ma cousine de Varsovie                    |           | Ja          |             |             |
| 1931 | Un soir de rafle                          |           | Ja          |             |             |
| 1932 | Faut-il les marier?                       |           | Ja          |             |             |
| 1932 | La chanson d'une nuit                     |           | Ja          |             |             |
| 1932 | Le dernier choc                           |           | Ja          |             |             |
| 1932 | Le roi des palaces                        |           | Ja          |             |             |
| 1933 | Caprice de princesse                      | Ja        | Ja          |             |             |
| 1933 | Château de rêve                           | Ja        | Ja          |             |             |
| 1933 | Tout pour l'amour                         | Ja        | Ja          |             |             |
| 1935 | Itto                                      |           | Ja          |             |             |
| 1938 | Éducation de prince                       |           | Ja          |             |             |
| 1938 | Le révolté                                |           | Ja          |             |             |
| 1939 | Le duel                                   |           | Ja          |             |             |
| 1939 | Le monde tremblera                        |           | Ja          |             |             |
| 1941 | Le Dernier des six                        |           | Ja          |             |             |
| 1942 | Les inconnus dans la maison               |           | Ja          |             |             |
| 1942 | L'Assassin habite au 21                   | Ja        | Ja          |             |             |
| 1943 | Le Corbeau                                | Ja        | Ja          |             |             |
| 1947 | Quai des Orfèvres                         | Ja        | Ja          |             |             |
| 1949 | Manon                                     | Ja        | Ja          |             |             |
| 1949 | Retour à la vie (alias Le Retour de Jean) | Ja        |             |             |             |
| 1950 | Miquette et sa mère                       | Ja        | Ja          |             |             |
| 1953 | Le salaire de la peur                     | Ja        | Ja          | Ja          |             |
| 1955 | Les Diaboliques                           | Ja        | Ja          | Ja          |             |
| 1956 | Le Mystère Picasso                        | Ja        | Ja          | Ja          |             |
| 1956 | Si tous les gars du monde                 |           | Ja          |             |             |
| 1957 | Les Espions                               | Ja        | Ja          | Ja          |             |
| 1960 | La vérité                                 | Ja        | Ja          |             |             |
| 1967 | Messa da requiem von giuseppe verdi       | Ja        |             |             |             |
| 1968 | La Prisonnière                            | Ja        | Ja          |             |             |
| 1994 | L'Enfer                                   |           | Ja          |             |             |